# Velje
Velje (rusky Велье) je jezero v Novgorodské oblasti v Rusku. Leží 30 km jihozápadně od města Valdaj. Má rozlohu přibližně 35 km².

## Vodní režim
Zahrazením odtoku řeky Javona bylo celé povodí Velje připojeno k povodí jezera Šlino. Přes jezero Šlino a z něj odtékající řeku Šlina se voda z Velje dostává do řeky Cna. Ta ústí do Hornovolockého vodního systému.